# CAF Oaris
CAF Oaris est une plate-forme de trains à grande vitesse développée par le constructeur ferroviaire espagnol CAF.

## Caractéristiques
Les trains Oaris sont des éléments automoteurs modulaires pouvant comporter quatre, six ou huit voitures, présenter respectivement une puissance de traction de 5 280 kW, 7 920 kW ou 10 560 kW et capter différents courants (1,5 et 3 kV CC, 15 et 25 kV AC). Ils peuvent également être équipés de bogies à écartement variable (1 435, 1 520 ou 1 668 mm), ce qui garantit l'interopérabilité avec les caractéristiques des différents réseaux ferroviaires où peut être amené à évoluer le véhicule.
Les voitures sont constituées d'une ossature en aluminium. Chaque voiture a un bogie moteur et un bogie porteur. Chaque bogie moteur est équipé de deux moteurs asynchrones triphasés pouvant développer chacun 550 kW, montés sur un châssis qui est, à son tour, uni au châssis du bogie à l'aide d'éléments élastiques et d'amortisseurs. Les bogies sont carénés pour réduire la résistance à l'avancement.
Ce modèle de train est également doté de systèmes de freinage régénératif combinant des équipements électriques, rhéostatiques et pneumatiques. Le freinage est effectué grâce à des freins de disque situés dans la roue. Les bogies porteurs peuvent être équipés d'un disque de freinage additionnel.
Ces rames sont équipées de suspensions primaires réalisées sur la base de ressorts hélicoïdaux montées des appuis et articulations élastiques complétés par des amortisseurs verticaux.
Elles sont également équipées de suspensions secondaires et de liaisons caisse-bogie réalisées à l'aide de pivots avec bielles élastiques, ressorts pneumatiques, barres d'anti-balancement, et amortisseurs anti-lacets, transversaux et verticaux.
Les équipements de traction sont modulaires, et ont été conçus dans le cadre du projet AVI 2015 (Grande Vitesse Interopérable, Alta Velocidad Interoperable en Espagnol d'où l'acronyme) par la division Trainelec, de CAF, avec la participation d'Ikerlan pour la conception du redresseur et du japonais Mitsubishi Electric pour l'onduleur,,,.
La plate-forme Oaris permet d'atteindre théoriquement une vitesse maximale commerciale de 350 km/h, mais sera homologué pour 320 km/h, au moins pour la version à quatre voitures. La construction du prototype aura coûté environ cinquante à soixante millions d'euros.
Le design de l'extérieur du train est dû aux ateliers d'Ingeniería y Diseño de Conconcreto (IDD) tandis que l'aménagement intérieur a été réalisé par Giugiaro.

## Histoire
CAF a démarré la construction du premier prototype en septembre 2009.
Le 22 mai 2010, CAF a annoncé la présentation d'une maquette grandeur nature de l'Oaris à l'occasion de l'International Rail Forum 2010 organisé à Valence.
Le montage du prototype commence en mai 2010 dans l'usine CAF de Beasain avec la réalisation des deux premières voitures.
Renfe a réservé le numéro de série 105 aux trains CAF Oaris. Les quatre voitures du prototype ont la numérotation suivante : 92.71.6.105601-9, 92.71.6.105901-3, 96.71.9.105101-0 et 96.71.9.105705-8.
Le 14 janvier 2011, CAF annonce que le prototype, une fois les essais statiques terminés, sera testé en conditions réelles sur une ligne ferroviaire au cours du premier trimestre de l'année 2011.
Les essais dynamiques ont démarré en octobre 2011.
En novembre 2011, Renfe aurait décidé d'acquérir quatre voitures supplémentaires afin d'obtenir une composition de 8 voitures mesurant 200 m de long et de l'intégrer dans le parc de trains à grande vitesse espagnol. Cela n'a finalement pas été réalisé.
En janvier 2012, le prototype a atteint la vitesse de 350 km/h en essais.
Les essais des équipements de signalisation ETCS embarqués conçus par CAF Signalling ont été commencés en février 2015.
Les essais des systèmes de signalisation embarquée LZB et ETCS niveau 1 et 2 ont été réalisés de juillet 2016 au 30 novembre 2016.
En 2017, la rame prototype a été remisée ensuite au dépôt Renfe AVE de la Sagra (sur le territoire de la commune de Villaseca de la Sagra) une fois les essais de Renfe terminés,. De nouveaux essais, cette fois-ci commerciaux, ont été réalisés en 2019 entre le dépôt de la Sagra et la gare d'Alicante-Terminal,.

## Commande deFlytoget

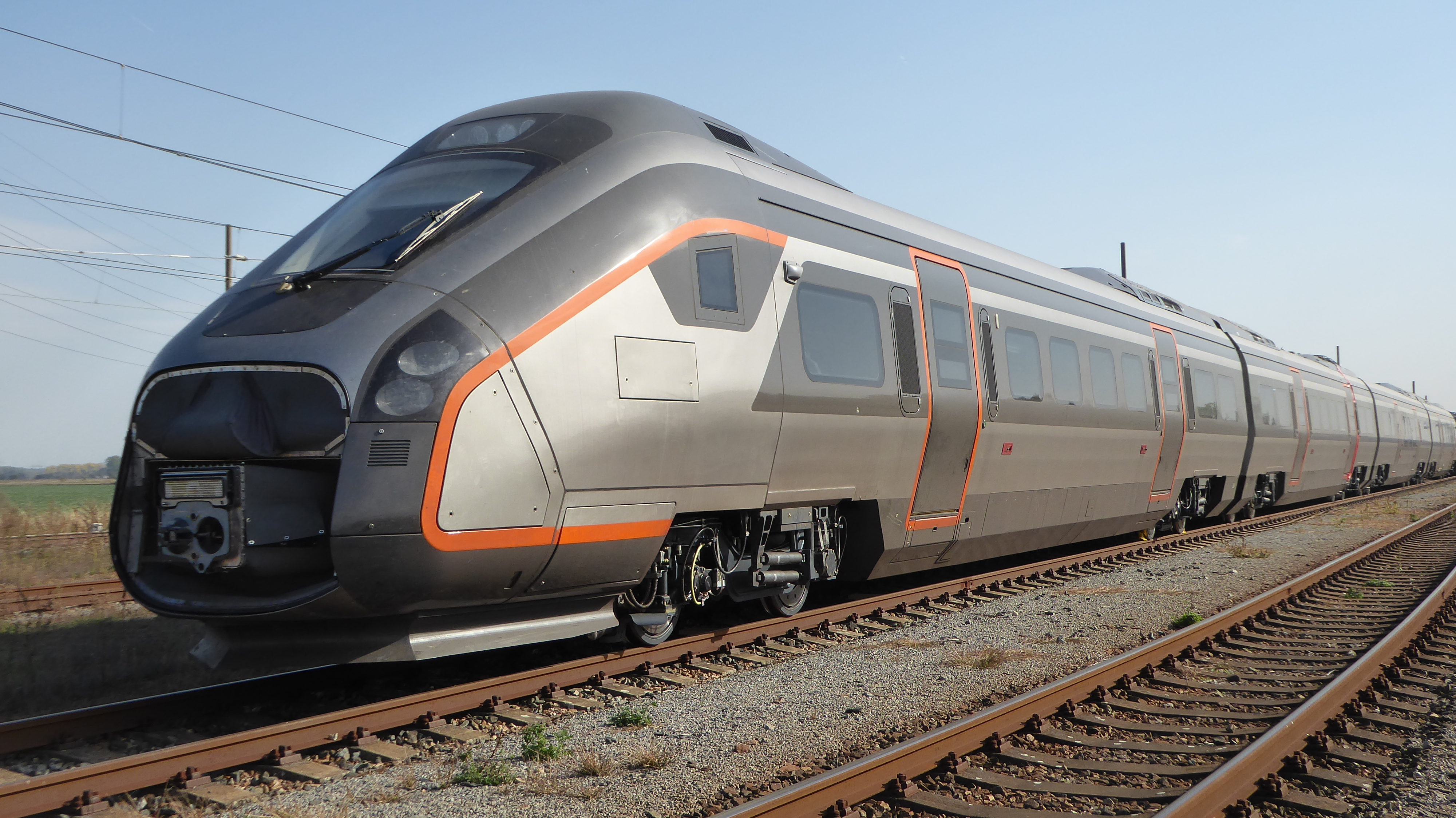
Flytoget Class BM78 en essais sur le circuit d'essai de Velim en 2018.

En mars 2015, l'opérateur ferroviaire privé norvégien Flytoget a commandé 8 rames Oaris de 4 voitures pour le service Airport Express de l'aéroport d'Oslo,. La série a été baptisée par l'opérateur Class BM78.
Avant industrialisation, une rame a été testée dynamiquement sur le circuit d'essai de Velim à partir de la fin du mois de mai 2018.
Ces rames présentent des caractéristiques différent légèrement du prototype Oaris et présentent :
- une vitesse maximale de 245 km/h ;
- une puissance de 3 470 kW ;
- une masse de 230 tonnes ;
- une largeur de caisse de 3,3 m ;
- une longueur totale de 102,250 m ;
- 238 places auxquels s'ajoutent 10 sièges pliants[21].

De plus, ces trains sont équipés des moteurs de traction construits par TSA (Traktionssysteme Austria) et d'une voiture à plancher bas équipée d'une rampe manuelle pour garantir l'accès aux personnes à mobilité réduite,,.